# Pozzuolo del Friuli
Pozzuolo del Friuli is een gemeente in de Italiaanse provincie Udine (regio Friuli-Venezia Giulia) en telt 6920 inwoners (31-01-2021). De oppervlakte bedraagt 34,3 km², de bevolkingsdichtheid is 201,34 inwoners per km².
De volgende frazioni maken deel uit van de gemeente: Pozzuolo del Friuli, Zugliano, Terenzano, Cargnacco, Sammardenchia, Carpeneto.

## Demografie
Pozzuolo del Friuli telt ongeveer 2630 huishoudens. Het aantal inwoners steeg in de periode 1991-2001 met 1,9% volgens cijfers uit de tienjaarlijkse volkstellingen van ISTAT.
| Jaar | Inwoneraantal |
| ---- | ------------- |
| 1991 | 6194          |
| 2001 | 6311          |

## Geografie
De gemeente ligt op ongeveer 67 meter boven zeeniveau.
Pozzuolo del Friuli grenst aan de volgende gemeenten: Basiliano, Campoformido, Lestizza, Mortegliano, Pavia di Udine, Udine.